# 1-й Алтуфьевский путепровод
Пе́рвый Алту́фьевский путепрово́д — путепровод через Малое кольцо Московской железной дороги, соединяющий конец Ботанической улицы и начало Алтуфьевского шоссе. Расположен в районах Марфино и Отрадное Северо-Восточного административного округа Москвы. С северной стороны под путепроводом проходит Сигнальный проезд и Северо-Восточная хорда (Московский скоростной диаметр), с южной — Станционная улица.
Был открыт в 1976 году на месте автомобильного переезда через линию Малого кольца Московской железной дороги при реконструкции Алтуфьевского шоссе.

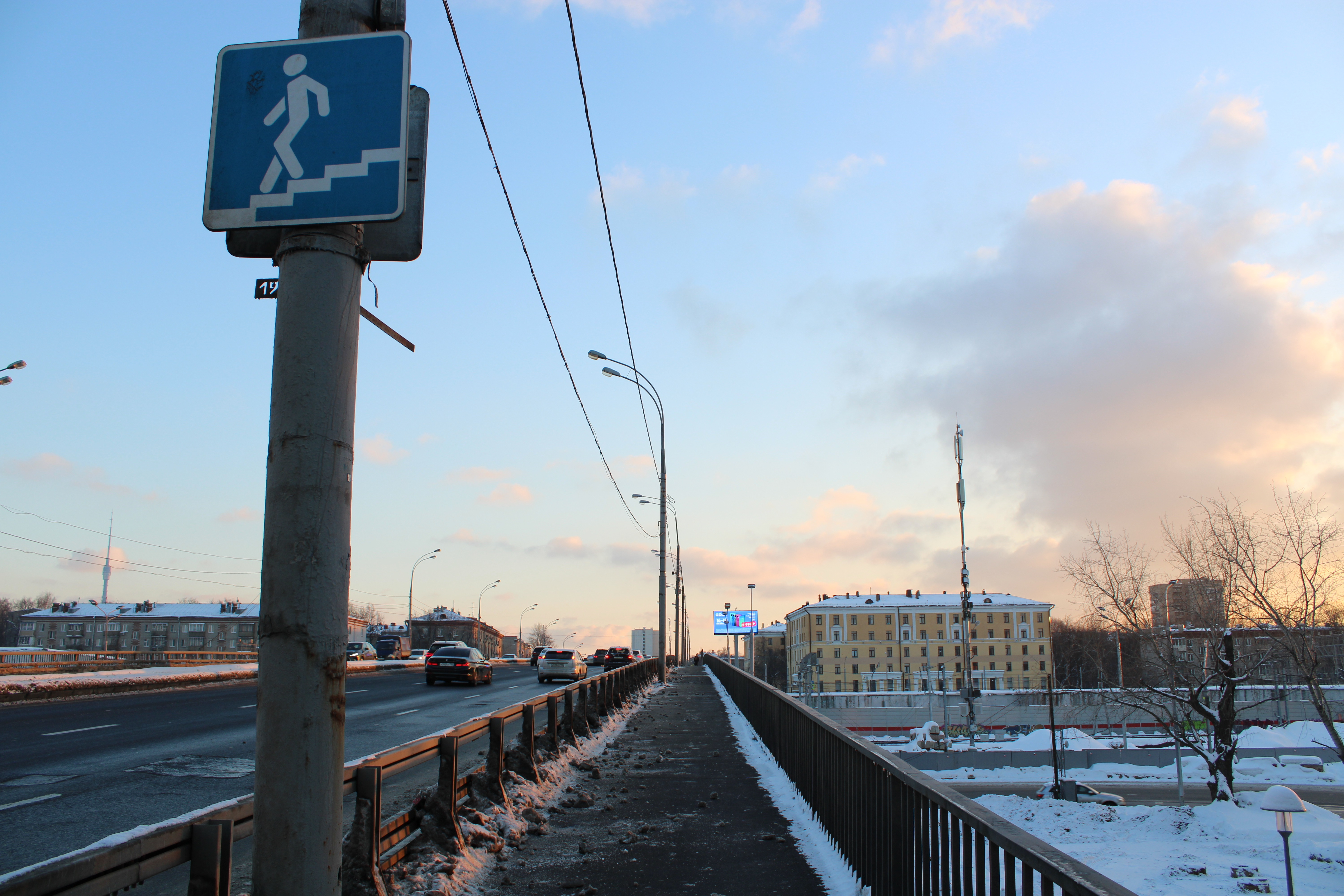
Вид в сторону центра города
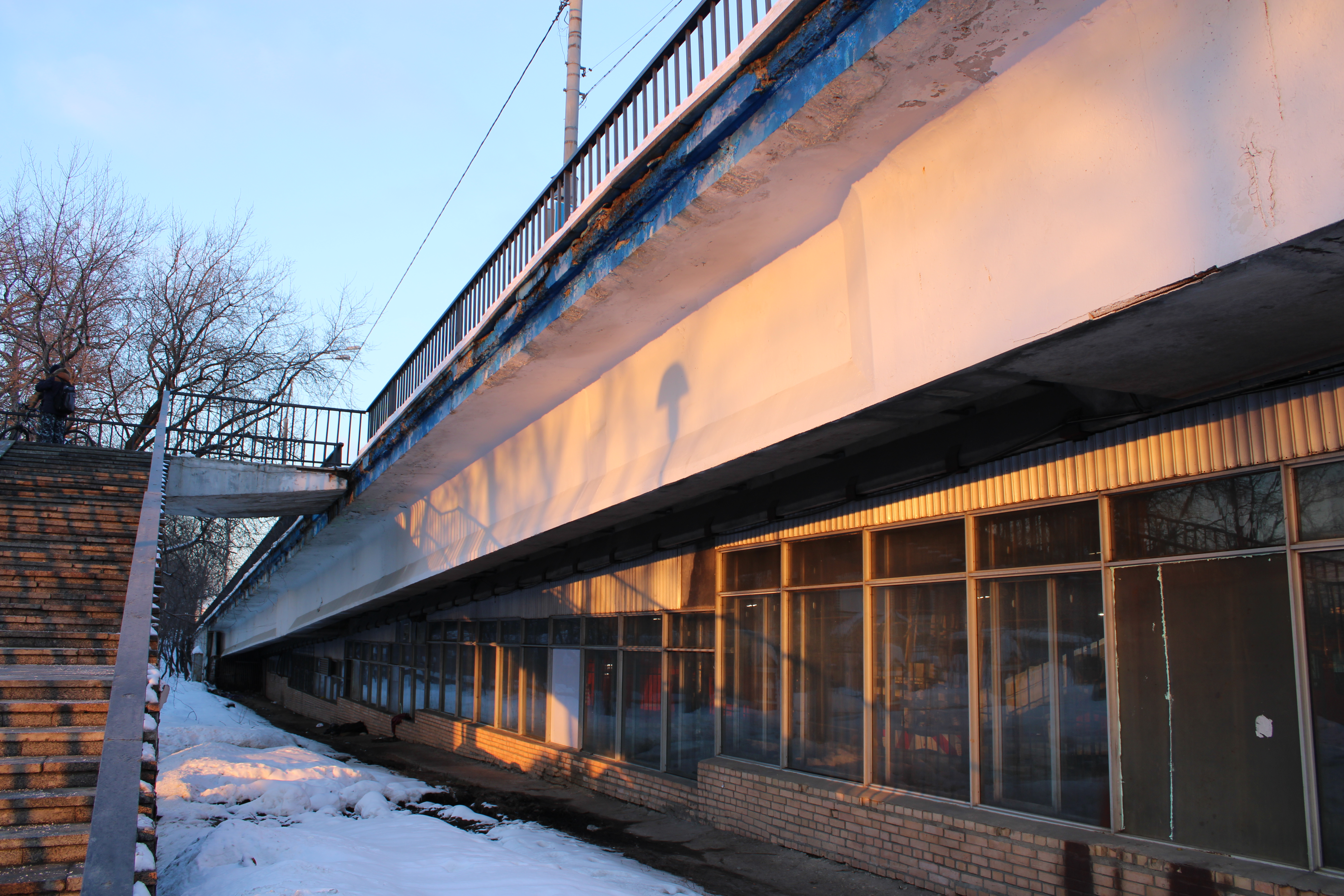
Гараж коммунальной техники под северной стороной

## Примечание
1. ↑  Москва (энциклопедия, 1980)